# Bank Central Asia

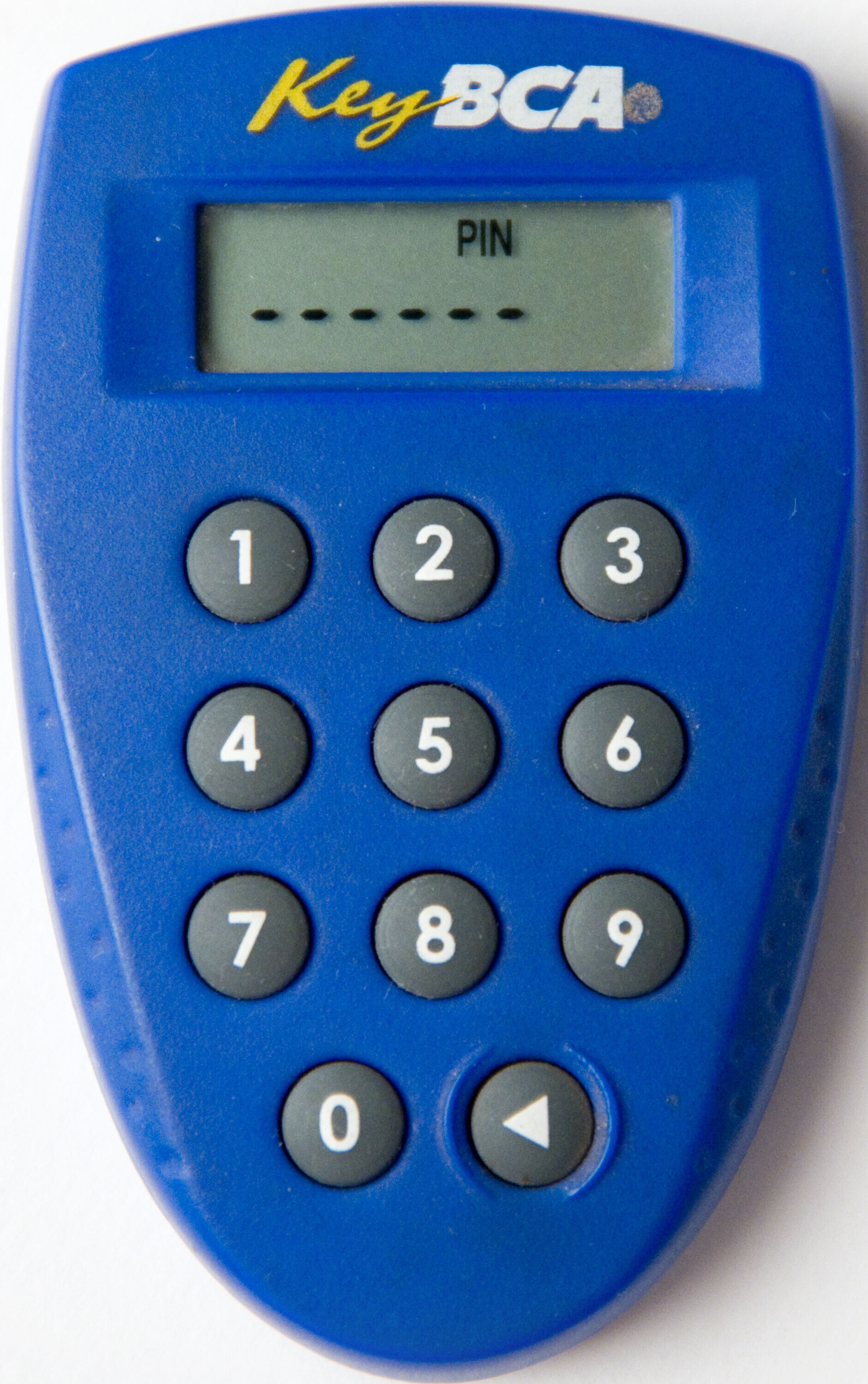
Een BCA calculator voor internetbankieren.

Bank Central Asia (BCA) is een Indonesische bank opgericht op 10 augustus 1955.
De Aziatische monetaire crisis in 1997 had een enorme impact op het Indonesische bancaire systeem. De gebeurtenis had een grote invloed op de cashflow van BCA en het bedreigde haar voortbestaan. De bank zocht hulp bij de Indonesische regering. Het door de overheid ingestelde agentschap, de Indonesian Bank Restructuring Agency (Ibra) nam de controle van de bank over in 1998.
Dankzij het management volgde een volledig herstel in hetzelfde jaar. In december 1998 waren de fondsen weer op het precrisisniveau. De BCA activa bedroeg Rp 67,93 biljoen, in tegenstelling tot Rp 53,36 biljoen in december 1997. Vertrouwen van het publiek in de BCA werd volledig hersteld en de BCA werd vrijgegeven door Ibra in 2000.
Vervolgens volgde een beursintroductie in 2000, waarbij de verkoop van 22,55% van de BCA-aandelen die werden afgestoten door Ibra plaatsvond. Na de beursgang controleerde het agentschap nog 70,3% van de totale BCA aandelen. De tweede ronde vond plaats in juni en juli van 2001, waarbij Ibra nog eens 10% van haar belang in BCA verkocht.
In 2002 verkocht Ibra 51% van de BCA-aandelen via een tender. De in Mauritius gevestigde Farindo Investment won de inschrijving.